# Ryszard Szary
Ryszard Szary (* 28. März 1979 in Żywiec) ist ein früherer polnischer Biathlet.
Ryszard Szary bestritt seine ersten internationalen Rennen im Rahmen der Biathlon-Juniorenweltmeisterschaften 1998 in Jericho, wo er Neunter des Einzels und 14. des Sprints wurde. Weniger erfolgreich verliefen die Biathlon-Juniorenweltmeisterschaften des folgenden Jahres in Pokljuka. Szary wurde 56. des Einzels, 58. des Sprints und mit Michał Piecha, Bartłomiej Golec und Robert Ponikwia Staffel-Siebter. 2000 folgte das Debüt des Polen im Weltcup. In Oberhof wurde er bei seinem ersten Rennen 88. eines Sprintrennens. Noch in derselben Saison erreichte er als 70. des Sprints in Antholz sein bestes Ergebnis in einem Weltcup-Rennen. 2001 in Haute-Maurienne, 2002 in Kontiolahti, 2003 in Forni Avoltri und 2004 in Minsk nahm er an Biathlon-Europameisterschaften teil. Es war eine starke Phase der männlichen Biathleten Polens, die schon 2000 in Kościelisko wie auch 2001 Vizeeuropameister und 2004 Dritte mit der Staffel wurden. Szary schaffte es sich aber nicht, gegen Athleten wie Tomasz Sikora, Wiesław Ziemianin, Krzysztof Topór, Wojciech Kozub, Michał Piecha oder Grzegorz Bodziana für eine dieser erfolgreichen Staffeln zu qualifizieren. 2001 wurde er 51., 2002 44. sowie 2003 36. des Einzels. 2003 kamen die Platzierungen 37 im Sprint sowie 43 in der Verfolgung hinzu. Es war das einzige Jahr, in dem er auch in der Staffel eingesetzt wurde. Mit Piecha, Ziemianin und Golec wurde er nur 13. und erreichte damit die mit Abstand schlechteste polnische Platzierung dieser Zeit. 2004 wurde er noch einmal 41. des Sprints und 35. der Verfolgung. Im Jahr zuvor nahm er auch das einzige Mal an den Biathlon-Weltmeisterschaften 2003 in Chanty-Mansijsk teil und belegte die Ränge 83 im Einzel und 77 im Sprint. Zum Karriereabschluss wurden die Sommerbiathlon-Weltmeisterschaften 2004 in Osrblie, bei denen Szary 32. im Sprint und 29. des Verfolgungsrennen wurde und mit Stanislaw Kępka Senior, Łukasz Witek und Maciej Wojciechowski im Staffelrennen Sechster wurde. Das Massenstartrennen beendete er nicht.

## Biathlon-Weltcup-Platzierungen
Die Tabelle zeigt alle Platzierungen (je nach Austragungsjahr einschließlich Olympische Spiele und Weltmeisterschaften).
- 1.–3. Platz: Anzahl der Podiumsplatzierungen
- Top 10: Anzahl der Platzierungen unter den ersten zehn (einschließlich Podium)
- Punkteränge: Anzahl der Platzierungen innerhalb der Punkteränge (einschließlich Podium und Top 10)
- Starts: Anzahl gelaufener Rennen in der jeweiligen Disziplin

| Platzierung         | Einzel | Sprint | Verfolgung | Massenstart | Staffel | Gesamt |
| ------------------- | ------ | ------ | ---------- | ----------- | ------- | ------ |
| 1. Platz            |        |        |            |             |         |        |
| 2. Platz            |        |        |            |             |         |        |
| 3. Platz            |        |        |            |             |         |        |
| Top 10              |        |        |            |             |         |        |
| Punkteränge         |        |        |            |             | 4       | 4      |
| Starts              | 4      | 15     | 4          |             | 5       | 28     |
| Stand: Karriereende |        |        |            |             |         |        |